# Limata bedfordi
Limata bedfordi är en tvåvingeart som beskrevs av H. Oldroyd 1954. Limata bedfordi ingår i släktet Limata och familjen bromsar. Inga underarter finns listade i Catalogue of Life.